# Bucklandiella
Bucklandiella ist eine Gattung von Laubmoosen aus der Unterfamilie Racomitrioideae innerhalb der Familie Grimmiaceae.

## Gattungsname
Die Gattung ist benannt nach dem Monte Buckland, einem Berg der Großen Feuerland-Insel. Und dieser hat seinen Namen von dem englischen Geologen und Paläontologen William Buckland (1784–1856).

## Merkmale
Die kleinen bis großen Pflanzen bilden lockere bis dichte Rasen oder Polster, diese sind grün, braun, gelblich, olivgrün, seltener schwarz-braun oder gelegentlich tiefschwarz. Die aufrechten, niederliegenden oder kriechenden Stämmchen sind meist verzweigt. Die Blätter sind schmal lanzettlich bis eiförmig-dreieckig, spitz oder gelegentlich stumpf, unten konkav, oben rinnig bis gekielt und haben ganzrandige, ein- bis mehrzellschichtige, auf einer oder beiden Seiten zurückgebogene oder eingerollte Blattränder. Meist ist eine kurze bis lange hyaline bis gelblich-hyaline, glatte bis gezähnte, nicht papillöse Glasspitze vorhanden. Die einfache, nicht gegabelte Rippe reicht bis zur Blattspitze. Blattflügelzellen sind nicht differenziert, die Laminazellen sind glatt oder pseudopapillös. Peristom-Zähne sind relativ kurz, maximal bis 0,5 Millimeter lang, lanzettlich oder dreieckig und bis zur Mitte herab, selten tiefer, unregelmäßig zwei- bis dreifach geteilt, gelegentlich auch nur perforiert oder ungeteilt, die Seta ist glatt.

## Systematik
Die Gattung Bucklandiella wurde (ebenso wie zwei weitere Gattungen, Codriophorus und Niphotrichum) durch Ochyra et al. 2003 von der Gattung Racomitrium (im ehemaligen weiteren Sinn) abgespalten. Diese Aufteilung wird gegenwärtig in verschiedenen Floren allerdings nur teilweise mitvollzogen; in der untenstehenden Artenliste sind deshalb in Klammern auch die ehemaligen, derzeit noch oft verwendeten Artnamen mitangeführt.

## Artenliste
Die kosmopolitisch verbreitete Gattung Bucklandiella zählt weltweit 58 Arten. In Deutschland, Österreich und der Schweiz vorkommende Arten sind:
- Bucklandiella affinis (Racomitrium affine)
- Bucklandiella heterosticha (Racomitrium heterostichum)
- Bucklandiella macounii (Racomitrium macounii)
- Bucklandiella microcarpa (Racomitrium microcarpon)
- Bucklandiella nivalis (Racomitrium nivale)
- Bucklandiella obtusa (Racomitrium obtusum)
- Bucklandiella sudetica (Racomitrium sudeticum)